# Wizjonersi: Rycerze Światła
Wizjonersi: Rycerze Światła (ang. Visionaries: Knights of the Magical Light, 1987) – amerykański serial animowany stworzony przez Flinta Dille'a. Wyprodukowany przez Sunbow Productions, TMS Entertainment i Hasbro.

## Opis fabuły
Akcja serialu rozgrywa się na planecie Prysmos w innej części galaktyki. Ludzie przez 7 000 lat żyli w Erze Technologii. Zderzenie trzech słońc planety spowodowało zanik energii elektrycznej i tym samym upadek Ery. Nastała Druga Era, która przypomina średniowiecze. Przebudzony, potężny czarnoksiężnik Merklynn obiecuje rycerzom, że obdarzy ich mocami, jeśli pokonają usianą pułapkami drogę do jego świątyni. Czarnoksiężnik Merklynn nazywa ich wizjonersami.

## Obsada
- Neil Ross – Leoric
- Beau Weaver – Feryl
- Michael McConnohie – 
  - Ectar,
  - Lexor
- Hal Rayle – Arzon
- Bernard Erhard – Cryotek
- Jim Cummings – 
  - Witterquick,
  - Belizarr,
  - Bogavus
- Susan Blu – 
  - Galadria,
  - Hesquedor
- Chris Latta – 
  - Darkstorm,
  - Cravex,
  - Falkama,
  - Mysto
- Jonathan Harris – 
  - Mortdreed,
  - Weezasquezza
- Roscoe Lee Browne – 
  - Reekon,
  - Merklynn
- Peter Cullen – 
  - Cindarr,
  - Orzan,
  - Gleering
- Jennifer Darling – 
  - Virulina,
  - Fletchen,
  - Mana,
  - Tavora

## Spis odcinków
| N/o            | Polski tytuł                  | Angielski tytuł                 |
| -------------- | ----------------------------- | ------------------------------- |
|                |                               |                                 |
| SERIA PIERWSZA |                               |                                 |
|                |                               |                                 |
| 01             | Początek wieku magii          | The Age of Magic Begins         |
|                |                               |                                 |
| 02             | Ciemna ręka zdrady            | The Dark Hand of Treachery      |
|                |                               |                                 |
| 03             | W poszukiwaniu Smoczego Oka   | Quest for the Dragon's Eye      |
|                |                               |                                 |
| 04             | Cena wolności                 | The Price of Freedom            |
|                |                               |                                 |
| 05             | Feryl odchodzi                | Feryl Steps Out                 |
|                |                               |                                 |
| 06             | Polowanie na lwa              | Lion Hunt                       |
|                |                               |                                 |
| 07             | Klęska Merklynna              | The Overthrow of Merklynn       |
|                |                               |                                 |
| 08             | Siła mądrości                 | The Power of the Wise           |
|                |                               |                                 |
| 09             | Róg jednorożca i smoczy pazur | Horn of Unicorn, Claw of Dragon |
|                |                               |                                 |
| 10             | Szlakiem czarnoksiężników     | Trail of the Three Wizards      |
|                |                               |                                 |
| 11             | Złodziejski honor             | Honor Among Thieves             |
|                |                               |                                 |
| 12             | Sprawiedliwe czary            | Sorcery Squared                 |
|                |                               |                                 |
| 13             |                               | Dawn of the Sun Imps            |
|                |                               |                                 |

## Wersja polska

### Wersja VHS
Wersja wydana na VHS z polskim lektorem i angielskim dubbingiem. Dystrybucja: Demel. Trzy kasety VHS:
- Visionaries 1 - Wizjonersi Rycerze świata - Rycerze magicznego światła
  - Odcinek: Początek wieku magii (The Age of magic begins)
  - Lektor: Maciej Gudowski[1]

- Visionaries 2 - Wizjonersi Rycerze świata - Rycerze magicznego światła
  - Odcinek: Cena wolności (The Price of Freedom)
  - Lektor: Jacek Brzostyński[1]

- Visionaries 3 - Wizjonersi Rycerze świata - Rycerze magicznego światła
  - Odcinek: Szlakiem czarnoksiężników (The Trial of Three Wizards)